# Église Saint-Pierre de Chemnitz
L'église Saint-Pierre de Chemnitz est une église évangélique luthérienne de style néogothique située dans la ville de Chemnitz dans l'est de l'Allemagne.
C'est l'une des plus hautes églises de la ville.

## Historique
La pose de la première pierre remonte au 23 juin 1885 après que l'architecte de Leipzig Hans Enger sortit vainqueur de 58 projets soumis à un concours d'architecture et la consécration de l'église a eu lieu le 18 octobre 1888 .
Dans les années 1990 et les années 2010 l'église a été rénovée, en particulier l'orgue, et désormais l'église en raison de sa vaste capacité est aussi utilisée pour des célébrations profanes telles que la remise des diplômes de l'Université de technologie de Chemnitz .

## Dimensions
Les dimensions de l'édifice sont les suivantes  :
- Hauteur de la nef : 20 m
- Longueur : 59 m
- Hauteur de la tour : 82 m
- Largeur au transept : 34 m
- Capacité : 1 200 places